# Catena

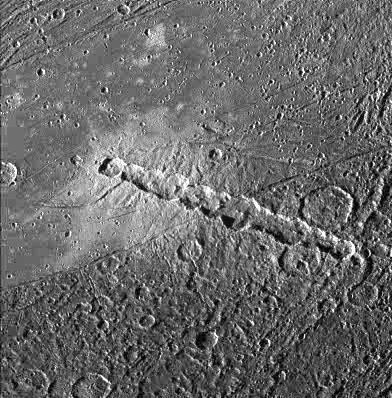
La Catena Enki es una cadena de cráteres de impacto en Ganímedes, causada posiblemente por un cometa fragmentado. La imagen cubre un área de unos 190 kilómetros de ancho.
Imagen de NASA.

## En astronomía
En astronomía, una catena es una cadena de astroblemas (cráteres de impacto) sobre la superficie de un cuerpo planetario, como lo especifica la Unión Astronómica Internacional en sus reglas de nomenclatura planetaria.
Proviene del latín catēna (‘cadena’).
Se cree que las catenas se producen por el impacto de un cuerpo que fue roto por las fuerzas de la marea, en una cadena de cuerpos menores que siguen aproximadamente la misma trayectoria, o por actividad volcánica, o son cráteres secundarios de un impacto mayor. Un ejemplo es el impacto contra Júpiter del Cometa Shoemaker-Levy 9. Durante la misión Voyager a Júpiter, se detectaron 13 catenas en Calisto y 3 en Ganímedes.
Se ha encontrado cadenas de cráteres en la Luna, a menudo radiando de cráteres mayores, por lo que se cree que puede tratarse de impactos secundarios producidos por material eyectado en el momento de la colisión, o por actividad volcánica producto de la fisura resultante.

## En ciencia del suelo
En edafología (ciencia del suelo), la catena es sinónimo de cadena de suelos. Una catena es un conjunto de suelos genéticamente relacionados, cada uno de ellos vinculado con los otros por algunos de sus componentes (un ejemplo es el caso de una lixiviación oblicua, en la que se constituye una catena por erosión).